# دنیس فیشر
دنیس فیشر (به انگلیسی: Denys Fisher) (زادهٔ ۱۱ می ۱۹۱۸ در شهر لیدز انگلستان - درگذشتهٔ ۱۷ سپتامبر ۲۰۰۲) یک مهندس انگلیسی بود که به خاطر اختراع اسپیروگراف (دوایر جادویی اقلیدس) و بنیان‌گذاری شرکت اسباب‌بازی دنیس فیشر شناخته شده‌است.

## زندگی
او دانشگاه لیدز را به‌منظور کار در شرکت خانوادگی‌اش، «گریس کینگ‌فیشر» ترک کرد. در سال ۱۹۶۰، از شرکت بیرون رفت و کمپانی مهندسی دنیس فیشر را برپا کرد. شرکت او در سال ۱۹۶۱ برنده قرارداد تولید فنر و ابزار دقیق توپ ۲۰ میلی‌متری ناتو شد. او در بین سال‌های ۱۹۶۲ تا ۱۹۶۴ ابزارهای گوناگونی را با مهره‌های مکانیکی برای طراحی پدید آورد. این کارها به نمونه اولیه اسپیروگراف منجر شد. او پس از ثبت اختراع اسپیروگراف در ۱۶ کشور و نمایش آن در نمایشگاه بین‌المللی اسباب‌بازی نورنبرگ، فروش آنرا در سال ۱۹۶۵ در فروشگاه‌های زنجیره‌ای اسکوفیلد شهر لیدز شروع کرد. یکسال بعد بدست شرکت اسباب‌بازی کنر در ایالات متحده آمریکا نیز پخش شد. در سال ۱۹۶۷، اسپیروگراف به عنوان اسباب‌بازی سال انگلستان برگزیده شد.
شرکت اسباب‌بازی دنیس فیشر در سال ۱۹۷۰ به شرکت پالیتوی و پس از آن به شرکت هازبرو فروخته شد. در سال‌های دهه ۱۹۸۰ و ۱۹۹۰، فیشر به ساخت اسباب‌بازی‌های جدید و بهبود اسپیروگراف برای شرکت هازبرو پرداخت.